# Liste der Baudenkmäler in Gmund am Tegernsee

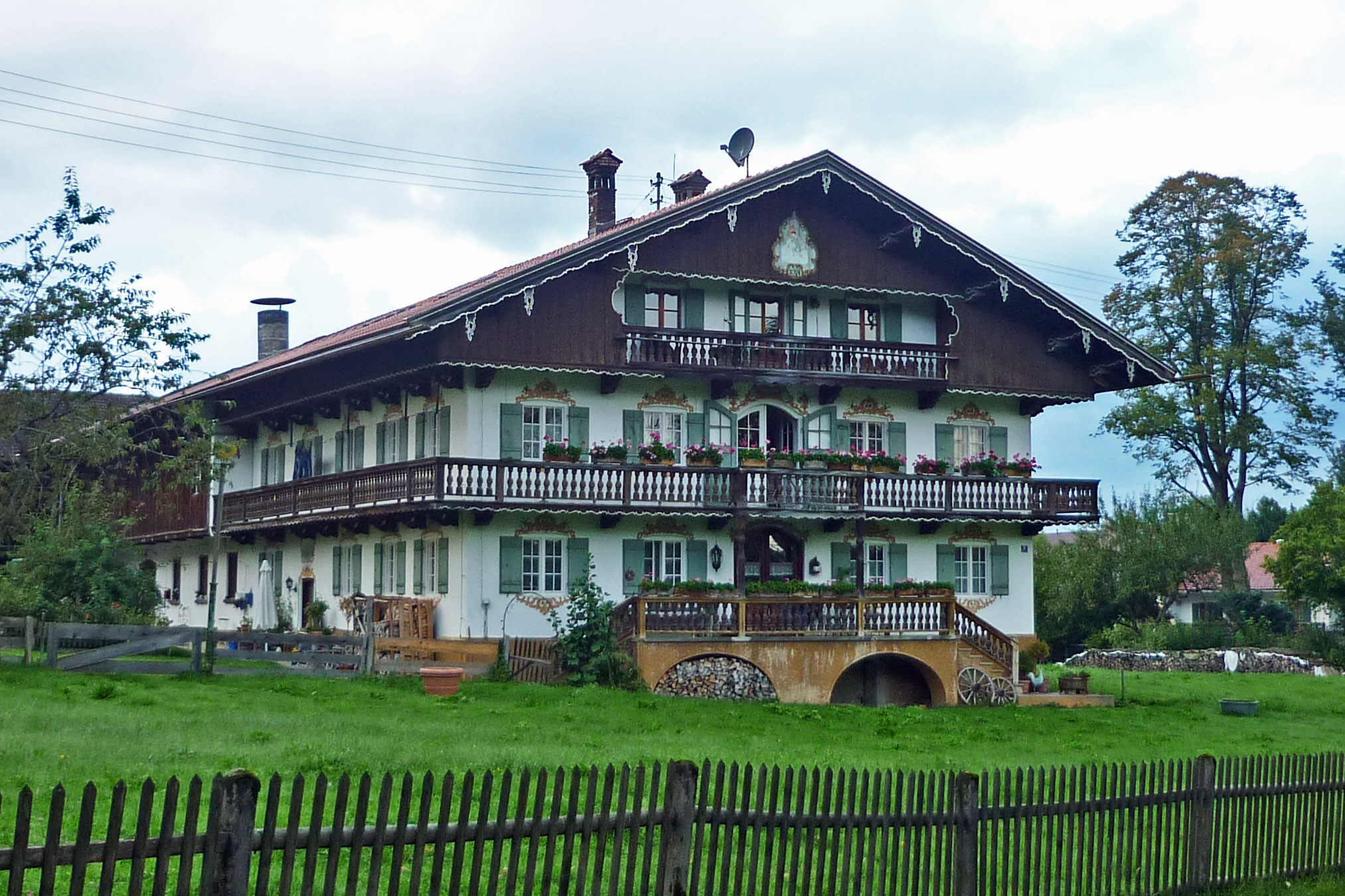
Bauernhof ‚Beim Moar‘ in Ostin

Auf dieser Seite sind die Baudenkmäler in der oberbayerischen Gemeinde Gmund am Tegernsee zusammengestellt. Diese Tabelle ist eine Teilliste der Liste der Baudenkmäler in Bayern. Grundlage ist die Bayerische Denkmalliste, die auf Basis des Bayerischen Denkmalschutzgesetzes vom 1. Oktober 1973 erstmals erstellt wurde und seither durch das Bayerische Landesamt für Denkmalpflege geführt wird. Die folgenden Angaben ersetzen nicht die rechtsverbindliche Auskunft der Denkmalschutzbehörde.

## Baudenkmäler nach Ortsteilen

### Gmund
| Lage                                   | Objekt                                                                                  | Beschreibung | Akten-Nr.      | Bild                                                                                    |
| -------------------------------------- | --------------------------------------------------------------------------------------- | --- | -------------- | --------------------------------------------------------------------------------------- |
| Alte Kaltenbrunner Straße 2 (Standort) | Ehemaliges Handwerkerhaus                                                               | Flachsatteldachbau mit Blockbau-Obergeschoss, umlaufender Laube und teilverschalter Giebellaube, Ende 18. Jahrhundert, Wirtschafts- und Werkstattteil im 19. Jahrhundert zu Wohnzwecken umgebaut, Lauben 1884 erneuert | D-1-82-116-1   | weitere Bilder                                                                          |
| Friedensweg (Standort)                 | Kriegergedächtnisfriedhof                                                               | Gräberfeld aus Tuffsteinkreuzen zum Gedenken der Gefallenen beider Weltkriege, 1950 Mit steinerner Einfriedung, kugelbesetzt und eisernem Kruzifix Mit Gedächtniskapelle, zentraler steinerner Kegeldachbau; mit Ausstattung | D-1-82-116-118 | weitere Bilder                                                                          |
| Kirchenweg 1 (Standort)                | Pest- und Kriegergedächtniskapelle, sogenannte Mariahilfkapelle                         | Ungegliederter kleiner Satteldachbau mit Dachreiter, 1634–36 erbaut; mit Ausstattung | D-1-82-116-3   | weitere Bilder                                                                          |
| Kirchenweg 3 (Standort)                | Ehemaliges Schulmeister- und Mesnerhaus                                                 | Schmaler zweigeschossiger Traufseitbau mit westlich abgewalmtem Satteldach und Holzbalkon, im Kern wohl noch 16. Jahrhundert Ehemaliger Brotladen, kleiner, erdgeschossiger Ladenanbau, 1933 westlich erkerartig erweitert | D-1-82-116-5   | Ehemaliges Schulmeister- und Mesnerhaus                                                 |
| Kirchenweg 5 (Standort)                | Katholische Pfarrkirche St. Ägidius                                                     | Barocker Wandpfeilersaal mit eingezogenem Chor und westlichem Zwiebelturm, von Lorenzo Sciasca, 1688–90, untere mittelalterliche Turmteile 1087 und 1491; mit Ausstattung. | D-1-82-116-2   | weitere Bilder                                                                          |
| Kirchenweg 5 (Standort)                | Alter Friedhof                                                                          | Um die Kirche gelegene ummauerte mittelalterliche Anlage mit südseitigem Tor des 19. Jahrhunderts Friedhofsmauer, umlaufende Tuffsteineinfriedung, mittelalterlich Grabtafeln, ältere in die Kirchenwände eingelasse Steintafeln, u. a. für Reiffenstuel (Grabstein in der sogenannten Totenkapelle), Deisenrieder, Fichtner, ca. 1620–1901 Grabkreuze, nachbarocke schmiedeeiserne Kreuze, frühes 19. bis frühes 20. Jahrhundert, u. a. für Merck, Dörfler, Lechner, Buttmann, Kolb, Raß, Zellermair; Grabstein Hagn, steinerne Inschriftentafel zur Erinnerung an Johann Baptist Mayr, um 1834 Grabdenkmal Obermayr, steinerne Inschriftentafel zur Erinnerung an Max Obermayr, um 1898 Grabkreuz, schmiedeeisernes Kreuz zur Erinnerung an Johann Burger, den sogenannten Wildschütz Lampi, um 1896 | D-1-82-116-4   | weitere Bilder                                                                          |
| Kirchenweg 6 (Standort)                | Ehemaliger Pfarrhof, jetzt Rathaus                                                      | Zweigeschossiger Satteldachbau mit Segmentbogenfenstern, 1664–66, Umbau 1861, 1969 zum Rathaus mit Kursaal | D-1-82-116-6   | weitere Bilder                                                                          |
| Mangfallstraße 3 (Standort)            | Ehemalige Neumühle                                                                      | Stattliche zweigeschossiger Halbwalmdachbau mit Überstand, zwei giebelseitigen Balusterbalkonen und verbrettertem Wirtschaftsteil, bezeichnet mit 1630, nach Brand 1796 neu erbaut | D-1-82-116-7   | Ehemalige Neumühle                                                                      |
| Mangfallstraße 12 (Standort)           | Landhaus                                                                                | zweigeschossiger Satteldachbau, vom Hans Rauch, 1925; mit Ausstattung; in Alleinlage und mit weitem Gartenumgriff; Garage, erdgeschossiger Walmdachbau, gleichzeitig | D-1-82-116-147 | BW                                                                                      |
| Müllerstraße 9, 9 a (Standort)         | Landhaus                                                                                | Zweigeschossiger Mansardwalmdachbau mit Stuckgliederung und halbkreisförmigem Verandavorbau, erbaut von Architekt Ranft, 1912 Bedienstetenhaus, erdgeschossiger Walmdachbau, von Ludwig Ruf, 1924 | D-1-82-116-107 | Landhaus                                                                                |
| Münchner Straße 9 (Standort)           | Ehemaliges Bauernhaus                                                                   | Zweigeschossiger Flachsatteldachbau mit umlaufender Balusterlaube und teilverschalter Giebellaube, um 1800 | D-1-82-116-10  | Ehemaliges Bauernhaus                                                                   |
| Münchner Straße 18 (Standort)          | Veranda                                                                                 | Querechteckiger schmaler Vorbau mit reichen Neurenaissance-Aussägearbeiten, gewölbten Glasscheiben und Balustrade, um 1870/80 | D-1-82-116-11  | weitere Bilder                                                                          |
| Osterbergweg (Standort)                | Floriansbrunnen                                                                         | Bronzefigur des Hl. Florian auf steinernem Brunnenpfeiler über Steintrog, Ferdinand v. Miller d. J., bezeichnet 1894 | D-1-82-116-12  | Floriansbrunnen                                                                         |
| Schlanderweg 10 (Standort)             | Landhaus                                                                                | Breitgelagerter zweigeschossiger Flachsatteldachbau mit Lauben und westseitigem Steherker im voralpenländischen Heimatstil, von Alois Degano, 1937 | D-1-82-116-108 | Landhaus                                                                                |
| Seestraße 2 (Standort)                 | Ehemaliges Jägerhaus                                                                    | Zweigeschossiger Flachsatteldachbau mit ausgreifendem verschaltem Kniestock und Balustergiebellaube, bezeichnet mit 1793 | D-1-82-116-14  | weitere Bilder                                                                          |
| Seestraße 8 (Standort)                 | Ehemaliges Handwerkerhaus                                                               | Zweigeschossiger Flachsatteldachbau mit traufseitiger Balusterlaube und verschalter Giebellaube, 1. Hälfte 18. Jahrhundert, späterer nordseitiger Anbau mit Dachverlängerung | D-1-82-116-15  | Ehemaliges Handwerkerhaus                                                               |
| Tegernseer Straße 3 (Standort)         | Ehemaliger Gasthof Herzog Maximilian                                                    | Stattlicher zweigeschossiger Flachsatteldachbau mit Lünetten-Kniestock, Runderker und Traufseitlaube, im Kern Mitte 17. Jahrhundert, von Joseph Poschner 1846 erneuert | D-1-82-116-106 | Ehemaliger Gasthof Herzog Maximilian                                                    |
| Tegernseer Straße 5 (Standort)         | Wohnhaus und ehemalige Bäckerei                                                         | Zweigeschossiger putzgegliederter Flachsatteldachbau mit giebelseitigen Balusterbalkonen, erbaut 1808, äußeres Ende 19. Jahrhundert umgestaltet, ehemaliger Wirtschaftsteil 1973 ausgebaut | D-1-82-116-16  | Wohnhaus und ehemalige Bäckerei                                                         |
| Tegernseer Straße 6 (Standort)         | Wohnteil eines ehemaligen Bauernhauses, ehemals Krämerei, jetzt Wohn- und Geschäftshaus | Zweigeschossiger Flachsatteldachbau mit Kniestock, Putzgliederung, giebelseitigen Balusterbalkonen und bemalter Dachuntersichten, 1884 | D-1-82-116-17  | Wohnteil eines ehemaligen Bauernhauses, ehemals Krämerei, jetzt Wohn- und Geschäftshaus |
| Tölzer Straße 2 (Standort)             | Zugehöriger Hochbalkon                                                                  | Brüstung mit klassizistischen Schnitzereien, Mitte 19. Jahrhundert; an der Giebelfront des Hauses | D-1-82-116-18  | Zugehöriger Hochbalkon                                                                  |
| Tölzer Straße 19 (Standort)            | Villa Helene                                                                            | Malerischer zweigeschossiger Walmdachbau des Historismus mit süd- und nordseitigen risalitartig vorspringenden Schopfwalmgiebeln und ostseitig eingestelltem Treppenturm mit Helm, bezeichnet mit 1900 | D-1-82-116-19  | weitere Bilder                                                                          |
| Wiesseer Straße 11 (Standort)          | Bahnhofsgebäude                                                                         | Zweigeschossiges Flachsatteldachbau mit Neurenaissance-Putzgliederung und südseitigem Giebelrisalit, um 1883 | D-1-82-116-20  | weitere Bilder                                                                          |

### Ackerberg
| Lage                    | Objekt                      | Beschreibung | Akten-Nr.      | Bild                        |
| ----------------------- | --------------------------- | --- | -------------- | --------------------------- |
| Ackerberg 8 (Standort)  | Ehemaliger Künstlerbungalow | Verputzter Mauerwerksverband mit über schlanken Rundhölzern weit vorkragendem Flachdach, zur Terrasse hin raumhoch verglast, mit großzügigem Wohnbereich, winkelförmig nach Süden angesetztem Schlaftrakt und nordwestlich angebautem Atelierbau, von Sep Ruf für sich selbst errichtet, 1952–55; mit Ausstattung; mit Ackerberg 10, 12 Teil einer vom gleichen Architekten zur gleichen Zeit errichteten Baugruppe | D-1-82-116-109 | Ehemaliger Künstlerbungalow |
| Ackerberg 10 (Standort) | Bungalow                    | Verputzter, querrechteckiger, nach Süden mit Fenstertüren und raumhoher Verglasung geöffneter Mauerwerksbau mit vorkragendem Flachdach, südseitiger Terrasse und nordseitigen Garagen, nach Plänen von Sep Ruf, 1954–56; mit Ackerberg 8, 12 Teil einer vom gleichen Architekten zur gleichen Zeit errichteten Baugruppe                                                                                            | D-1-82-116-110 | Bungalow                    |
| Ackerberg 12 (Standort) | Bungalow                    | Verputzter Mauerwerksbau mit nach Südosten teilweise freiliegendem Untergeschoss, vorkragendem Flachdach, atriumartigem Eingangshof und südlicher Terrasse, nach Plänen von Sep Ruf, 1954/55, 1957 östliche Erweiterung; mit Ackerberg 8, 10 Teil einer vom gleichen Architekten zur gleichen Zeit geplanten Baugruppe                                                                                              | D-1-82-116-111 | Bungalow                    |
| Herzogweg 6 (Standort)  | Brechlbad                   | Brechlbad; kleiner Blockbau, wohl 18. Jahrhundert, ehemals in Niederhofen bei Bayrischzell, um 1960 modern aufgestellt | D-1-82-116-21  | weitere Bilder              |
| Herzogweg 10 ()         | Architektenwohnhaus         | zwei firstparallele, zueinander versetzt angeordnete Satteldachbauten aus geschlämmtem Ziegelmauerwerk in Hanglage, einen straßenseitigen Eingangshof fassend, zweigeschossige Gartenseite mit großen Fenstertüren und Balkon, 1937/38, Erweiterung beider Gebäudeteile und Garage, 1946, von Sep Ruf für sich selbst errichtet                                                                                     | D-1-82-116-149 |                             |

### Dürnbach
| Lage                                   | Objekt                                                | Beschreibung | Akten-Nr.      | Bild                                                  |
| -------------------------------------- | ----------------------------------------------------- | --- | -------------- | ----------------------------------------------------- |
| Dorfstraße (Ecke Am Graben) (Standort) | Bildstock                                             | Tuffsteinpfeiler mit Aufsatz, wohl 17. Jahrhundert, am Sockel bezeichnet mit 1723                                                                                             | D-1-82-116-29  | weitere Bilder                                        |
| Dorfstraße 14 (Standort)               | Ehemaliges Bauernhaus (sogenannt Beim Scheck)         | Flachsatteldachbau mit Blockbau-Obergeschoss, umlaufender Laube und Giebellaube, 1. Hälfte 18. Jahrhundert                                                                    | D-1-82-116-30  | weitere Bilder                                        |
| Miesbacher Straße 11 1/2 (Standort)    | Bildstock                                             | Barocker Tuffsteinpfeiler mit Laterne, 1. Hälfte 17. Jahrhundert | D-1-82-116-33  | weitere Bilder                                        |
| Miesbacher Straße 12 (Standort)        | Hauskreuz                                             | Barocker Holzkruzifix, 17./18. Jahrhundert | D-1-82-116-32  | weitere Bilder                                        |
| Moarböckweg 10 (Standort)              | Blockbau-Obergeschoss (im sogenannten Oberleitnerhof) | 17./18. Jahrhundert, mit übertragenem Wandfresko bezeichnet mit 1689, 1979 aus Schliersee transferiert und modern ergänzt                                                     | D-1-82-116-34  | Blockbau-Obergeschoss (im sogenannten Oberleitnerhof) |
| Mühlthalstraße 4 (Standort)            | Ehemaliges Bauernhaus (sogenannter Glasnhof)          | Zweigeschossiger verputzter Blockbau mit Flachsatteldach, umlaufender Baluster- und Giebellaube, um 1800, im Kern wohl älter, Wirtschaftsteil zu Wohnzwecken modern ausgebaut | D-1-82-116-35  | Ehemaliges Bauernhaus (sogenannter Glasnhof)          |
| Mühlthalstraße 5 (Standort)            | Ehemaliges Bauernhaus (sogenannt Beim Lukas)          | Flachsatteldachbau mit verputztem Blockbau-Obergeschoss, umlaufender Laube, teilverschalter Giebellaube, bezeichnet mit 1790, Wirtschaftsteil zu Wohnzwecken ausgebaut        | D-1-82-116-36  | Ehemaliges Bauernhaus (sogenannt Beim Lukas)          |
| Münchner Straße 105 (Standort)         | Wegkreuz                                              | Hölzernes barockes Kruzifix mit Wettermantel und Mater dolorosa, 17./18. Jahrhundert                                                                                          | D-1-82-116-37  | weitere Bilder                                        |
| Münchner Straße 121 (Standort)         | Bauernhaus (sogenannt Beim Doll)                      | Flachsatteldachbau mit Blockbau-Obergeschoss, zweiseitig umlaufender Laube und teilverschalter Giebellaube, um Mitte 18. Jahrhundert                                          | D-1-82-116-38  | weitere Bilder                                        |
| Münchner Straße 131 (Standort)         | Brunnen                                               | Neubarocke steinernen Säule mit vorgelagertem Trog, bezeichnet mit 1900 | D-1-82-116-121 | Brunnen                                               |
| Münchner Straße 133 (Standort)         | Einfirsthof (sogenannter Hairerhof)                   | Flachsatteldachbau mit Blockbau-Obergeschoss, umlaufender Laube und teilverschalter Giebellaube, bezeichnet mit 1788                                                          | D-1-82-116-39  | weitere Bilder                                        |

### Eck
| Lage                             | Objekt                                               | Beschreibung | Akten-Nr.     | Bild           |
| -------------------------------- | ---------------------------------------------------- | --- | ------------- | -------------- |
| Eck 1 (Standort)                 | Ehemaliges Bauernhaus (sogenannt Beim Weber in Wies) | Zweigeschossiger Flachsatteldachbau in Blockbauweise mit umlaufender Laube, 1. Hälfte 18. Jahrhundert                                                                     | D-1-82-116-40 | BW             |
| Eck 7 (Standort)                 | Einfirsthof (sogenannt Beim Moar in Eck)             | Flachsatteldachbau mit Blockbau-Obergeschoss, dreiseitig umlaufender Laube und teilverschalter Giebellaube, Blockbau bezeichnet mit 1659, Lauben um Mitte 19. Jahrhundert | D-1-82-116-41 | weitere Bilder |
| Flur Mayer in der Eck (Standort) | Kapelle                                              | Kleiner Satteldachbau, 1920; mit Ausstattung | D-1-82-116-42 | weitere Bilder |

### Festenbach
| Lage                            | Objekt                                                         | Beschreibung | Akten-Nr.      | Bild                                                   |
| ------------------------------- | -------------------------------------------------------------- | --- | -------------- | ------------------------------------------------------ |
| Kapellenweg 2 (Standort)        | Einfirsthof (sogenannt Beim Stadler)                           | Flachsatteldachbau mit Blockbau-Obergeschoss und umlaufender Laube, Mitte 17. Jahrhundert | D-1-82-116-44  | weitere Bilder                                         |
| Lindenweg 1 (Standort)          | Wohnteil des Bauernhauses (sogenannt Beim Sixt)                | Flachsatteldachbau mit Blockbau-Obergeschoss und umlaufender Laube, 2. Hälfte 17. Jahrhundert, Holzverschalungen und Fenstererweiterungen um 1900                                                                                            | D-1-82-116-45  | weitere Bilder                                         |
| Lindenweg 2 (Standort)          | Ehemaliger Getreidekasten                                      | Zweigeschossiger Flachsatteldachbau mit Blockbau-Obergeschoss über massivem Unterbau, 2. Hälfte 18. Jahrhundert, modern überformt | D-1-82-116-46  | Ehemaliger Getreidekasten                              |
| Miesbacher Straße 49 (Standort) | Wohnteil des ehemaligen Bauernhofes (sogenannter Orthof)       | Flachsatteldachbau mit Blockbau-Obergeschoss, umlaufender Baluster- und teilverschalter Giebellaube, bezeichnet mit 1753, 1981 ehemaliger Wirtschaftsteil zu Wohnzwecken umgebaut                                                            | D-1-82-116-48  | weitere Bilder                                         |
| Miesbacher Straße 53 (Standort) | Bauernhaus (sogenannter Oberreiterhof)                         | Flachsatteldachbau mit Blockbau-Obergeschoss, umlaufender Laube und teilverschalter Giebellaube, bezeichnet mit 1767 | D-1-82-116-49  | Bauernhaus (sogenannter Oberreiterhof)                 |
| Miesbacher Straße 60 (Standort) | Bauernhaus (sogenannter Ranharthof)                            | Flachsatteldachbau mit Blockbau-Obergeschoss, umlaufender Balusterlaube und teilverschalter Giebellaube, Ende 18. Jahrhundert, Wirtschaftsteil modern                                                                                        | D-1-82-116-51  | Bauernhaus (sogenannter Ranharthof)                    |
| Miesbacher Straße 65 (Standort) | Ehemaliges Bauernhaus (sogenannt Beim Bäck)                    | Flachsatteldachbau mit Blockbau-Obergeschoss, umlaufender Laube und teilverschalter Giebellaube, wohl 1. Hälfte 18. Jahrhundert | D-1-82-116-52  | Ehemaliges Bauernhaus (sogenannt Beim Bäck)            |
| Miesbacher Straße 68 (Standort) | Ehemaliges Kleinbauernhaus (sogenannt Beim Angerer)            | Flachsatteldachbau mit verbrettertem Blockbau-Obergeschoss, Laube und teilverschalter Giebellaube, im Kern von 1708 | D-1-82-116-53  | Ehemaliges Kleinbauernhaus (sogenannt Beim Angerer)    |
| Miesbacher Straße 71 (Standort) | Einfirsthof (sogenannter Schusterbauer)                        | Stattlicher Flachsatteldachbau mit Blockbau-Obergeschoss, umlaufender Baluster- und Giebellaube sowie geschnitzten Fensterbekrönungen, bezeichnet mit 1799                                                                                   | D-1-82-116-54  | weitere Bilder                                         |
| Miesbacher Straße 75 (Standort) | Ehemaliges Kleinbauernhaus (sogenannt Beim Weber)              | Flachsatteldachbau mit Blockbau-Obergeschoss, umlaufender Laube und verschalter Giebellaube, Ende 17./Anfang 18. Jahrhundert | D-1-82-116-55  | Ehemaliges Kleinbauernhaus (sogenannt Beim Weber)      |
| Miesbacher Straße 77 (Standort) | Ehemaliger Wohnteil des Bauernhauses                           | Zweigeschossiger Flachsatteldachbau in Blockbauweise mit massiver Südostecke, Laube und teilverschalter Giebellaube, im Kern 1. Hälfte 18. Jahrhundert, Lauben spätes 19. Jahrhundert, 1979 aus Durham transferiert und in Neubau einbezogen | D-1-82-116-56  | Ehemaliger Wohnteil des Bauernhauses                   |
| Miesbacher Straße 87 (Standort) | Bildstock                                                      | Barocke Tuffsteinsäule mit Laterne, bezeichnet mit 1756 | D-1-82-116-122 | Bildstock                                              |
| Miesbacher Straße 88 (Standort) | Ehemaliges Kleinbauernhaus in Hakenform (sogenannt Beim Dimpf) | Flachsatteldachbau mit nordseitig verputztem Blockbau-Obergeschoss und Laube, 1. Hälfte 18. Jahrhundert, 1981/82 um ca. 25 Meter nach Nordosten versetzt, ehemaliger Wirtschaftsteil modern ausgebaut                                        | D-1-82-116-57  | weitere Bilder                                         |
| Riedfeld (Standort)             | Kapelle St. Leonhard, sogenannte Schusterbauernkapelle         | Kleiner barocker Walmdachbau mit Dachreiter, 1649, erweitert 1799; mit Ausstattung | D-1-82-116-43  | Kapelle St. Leonhard, sogenannte Schusterbauernkapelle |

### Finsterwald
| Lage                         | Objekt                                                          | Beschreibung | Akten-Nr.     | Bild                              |
| ---------------------------- | --------------------------------------------------------------- | --- | ------------- | --------------------------------- |
| Tölzer Straße 145 (Standort) | Wohnteil des ehemaligen Kleinbauernhauses (sogenannt Beim Sixt) | Flachsatteldachbau mit Blockbau-Obergeschoss, umlaufender Laube und seitlich verschalter Giebellaube, 2. Hälfte 17. Jahrhundert                        | D-1-82-116-60 | weitere Bilder                    |
| Tölzer Straße 159 (Standort) | Einfirsthof (sogenannt Beim Hagn)                               | Flachsatteldachbau mit Blockbau-Obergeschoss, umlaufender Laube und teilverschalter Giebellaube, Ende 18. Jahrhundert, Dachaufbau Ende 19. Jahrhundert | D-1-82-116-61 | Einfirsthof (sogenannt Beim Hagn) |
| Unterdorfpointen (Standort)  | Lourdeskapelle                                                  | Ädikulaartig gerahmte Grotte in neubarocken Formen, um 1900                                                                                            | D-1-82-116-59 | weitere Bilder                    |

### Gasse
| Lage                    | Objekt                                                       | Beschreibung | Akten-Nr.      | Bild                                                         |
| ----------------------- | ------------------------------------------------------------ | --- | -------------- | ------------------------------------------------------------ |
| Gasse 4 (Standort)      | Bauernhaus (sogenannt Beim Unterpartenhauser)                | Flachsatteldachbau mit Blockbau-Obergeschoss, umlaufender Balusterlaube und teilverschalter Giebellaube, bezeichnet mit 1786 | D-1-82-116-63  | weitere Bilder                                               |
| Gasse 12 (Standort)     | Gedenkkreuz                                                  | Barockes kleines Tuffsteinkreuz, bezeichnet mit 1797 | D-1-82-116-69  | Gedenkkreuz                                                  |
| Gasse 20 (Standort)     | Bauernhaus (sogenannt Beim Sporer)                           | Flachsatteldachbau mit verputztem Blockbau-Obergeschoss, zweiseitig umlaufender Laube und teilverschalter Giebellaube, Anfang 19. Jahrhundert | D-1-82-116-64  | weitere Bilder                                               |
| Gasse 26 (Standort)     | Wohnhaus                                                     | Bestehend aus zwei versetzt zueinander angeordneten eingeschossigen Satteldachbauten, über Freisitz miteinander verbunden, der größere massiv und der kleinere hölzern, von Franz Ruf für sich selbst, 1938                                                            | D-1-82-116-137 | Wohnhaus                                                     |
| Gasse 27 (Standort)     | Bauernhaus (sogenannt Beim Sternecker)                       | Flachsatteldachbau mit Blockbau-Obergeschoss und umlaufender Balusterlaube, Ende 18. Jahrhundert, Dachaufbau modern | D-1-82-116-65  | Bauernhaus (sogenannt Beim Sternecker)                       |
| Gasse 32 (Standort)     | Wohnteil des ehemaligen Bauernhauses (sogenannt Beim Wieset) | Wohnteil des ehemaligen Bauernhauses, Flachsatteldachbau mit Blockbau-Obergeschoss, umlaufender Laube und seitlich verschalter Giebellaube, bezeichnet mit 1709, Ende 18./Anfang 19. Jahrhundert                                                                       | D-1-82-116-66  | Wohnteil des ehemaligen Bauernhauses (sogenannt Beim Wieset) |
| Gasse 35 (Standort)     | Einfirsthof (sogenannter Bergerhof)                          | Flachsatteldachbau mit Blockbau-Obergeschoss, umlaufender Balusterlaube und seitlich verschalter Giebellaube, bezeichnet mit 1774. | D-1-82-116-67  | Einfirsthof (sogenannter Bergerhof)                          |
| Gasse 39, 40 (Standort) | Einfirsthof (sogenannt Oberbuchberg)                         | Stattlicher Flachsatteldachbau mit verputztem Blockbau-Obergeschoss, umlaufender Laube und Giebellaube, im Kern 17./18. Jahrhundert, Dachaufbau und Giebellaube 1. Drittel 19. Jahrhundert Wegkruzifix, barockes Holzkreuz mit Maria unter Wettermantel, erneuert 1910 | D-1-82-116-68  | weitere Bilder                                               |

### Kaltenbrunn
| Lage                        | Objekt              | Beschreibung | Akten-Nr.     | Bild           |
| --------------------------- | ------------------- | --- | ------------- | -------------- |
| Kaltenbrunn 1, 2 (Standort) | Gutshof Kaltenbrunn | Großer Vierseithof, in der Anlage 15. Jahrhundert Ehemaliges Herrenhaus, jetzt Gasthaus, zweigeschossiger Schopfwalmdachbau, um 1825, modern ausgebaut Südliches Wirtschaftsgebäude, zweigeschossiger Schopfwalmdachbau mit Giebellaube und Glockenständer, um 1825, im Kern 14. Jahrhundert Nördliches Wirtschaftsgebäude, zweigeschossiger Halbwalmdachbau mit östlich hakenförmig angebautem Schopfwalmdachanbau, um 1825 Stallgebäude, zweigeschossiger Flachsatteldachbau, bezeichnet mit 1878 | D-1-82-116-73 | weitere Bilder |

### Moos
| Lage                  | Objekt                                                                  | Beschreibung | Akten-Nr.     | Bild                                                                    |
| --------------------- | ----------------------------------------------------------------------- | --- | ------------- | ----------------------------------------------------------------------- |
| Am Moos 1 (Standort)  | Wohnteil des ehemaligen Bauernhauses (sogenannt Beim Woff in Wimpasing) | Flachsatteldachbau mit Blockbau-Obergeschoss, zweiseitig umlaufender Balusterlaube und teilverschalter Giebellaube, Ende 18. Jahrhundert, Ausbau 1932     | D-1-82-116-81 | Wohnteil des ehemaligen Bauernhauses (sogenannt Beim Woff in Wimpasing) |
| Am Moos 12 (Standort) | Wohnteil des Bauernhauses (sogenannt Beim Mooser in Moos)               | Zweigeschossiger Flachsatteldachbau mit Blockbau-Obergeschoss, umlaufender Baluster- und Giebellaube, 18. Jahrhundert, Dachaufbau und Bundwerkgiebel 1960 | D-1-82-116-82 | weitere Bilder                                                          |
| Am Moos 21 (Standort) | Einfirsthof (sogenannt Beim Knoll)                                      | Flachsatteldachbau mit Blockbau-Obergeschoss, umlaufender Laube und teilverschalter Giebellaube, 1757, Lauben um 1950 erneuert                            | D-1-82-116-83 | Einfirsthof (sogenannt Beim Knoll)                                      |

### Moosrain
| Lage                                        | Objekt                            | Beschreibung | Akten-Nr.      | Bild                              |
| ------------------------------------------- | --------------------------------- | --- | -------------- | --------------------------------- |
| Kreuzstraße 2 (Standort)                    | Gasthaus Kreuzstraße              | Stattliche zweigeschossige Einfirstanlage mit weit vorkragendem Flachsatteldach, giebelseitigen Balusterlauben und bemalten Balkenköpfen, bezeichnet mit 1840, Lüftlmalereien modern                                                                                          | D-1-82-116-84  | weitere Bilder                    |
| Münchner Straße 234 (Standort)              | Austragshaus                      | Kleiner zweigeschossiger Flachsatteldachbau mit teilverschalter Giebellaube, Ende 18. Jahrhundert | D-1-82-116-85  | Austragshaus                      |
| Münchner Straße 236 (Standort)              | Einfirsthof (sogenannt Beim Kray) | Zweigeschossiger Flachsatteldachbau mit umlaufender Baluster- und teilverschalter Giebellaube sowie Lüftlmalereien, um 1790, im Kern wohl Blockbau | D-1-82-116-86  | Einfirsthof (sogenannt Beim Kray) |
| Moosrain (an der B 472 bei Moos) (Standort) | Kriegergedächtnisstätte           | Gräberfeld zum Gedächtnis 2960 Kriegstoter des Commonwealths der beiden Weltkriege, von Philip Dalton Hepworth, nach 1945 Mit steinernem Portikus Mit Pergola, seitlich von zwei steinernen Kapellen eingefasst Mit steinernem Kruzifix Mit steinerner Einfriedung, südseitig | D-1-82-116-116 | weitere Bilder                    |

### Osterberg
| Lage                             | Objekt                              | Beschreibung | Akten-Nr.      | Bild                                |
| -------------------------------- | ----------------------------------- | --- | -------------- | ----------------------------------- |
| Osterberg 2 (Standort)           | Ehemaliges Bauernhaus               | Flachsatteldachbau mit Blockbau-Obergeschoss, dreiseitig umlaufender Laube und verschalter Giebellaube, Ende 18. Jahrhundert, Fenster 1898 vergrößert                                                                               | D-1-82-116-91  | weitere Bilder                      |
| Osterberg 25 (Standort)          | Kleinbauernhaus                     | Einfirstanlage mit Flachsatteldach, verputztem Blockbau-Obergeschoss, Traufseitbalkon und Malereiresten, im Kern 17./Anfang 18. Jahrhundert                                                                                         | D-1-82-116-117 | weitere Bilder                      |
| Schlierseer Straße 31 (Standort) | Einfirsthof (sogenannter Seppenhof) | Stattlicher zweigeschossiger Flachsatteldachbau mit Lünetten-Kniestock, giebelseitigen Balusterlauben und geschnitzten Balkenköpfen, Ende 19. Jahrhundert, wohl über älterem Kern mit älteren Teilen, Haustüren bezeichnet mit 1796 | D-1-82-116-92  | Einfirsthof (sogenannter Seppenhof) |

### Ostin
| Lage                             | Objekt                                                             | Beschreibung | Akten-Nr.     | Bild                                                               |
| -------------------------------- | ------------------------------------------------------------------ | --- | ------------- | ------------------------------------------------------------------ |
| Neureuthstraße 4 (Standort)      | Bauernhaus                                                         | Stattlicher zweigeschossiger Flachsatteldachbau mit Vortreppe, umlaufender Balusterlaube, teilverschalter Giebellaube und Fassadenmalereien, bezeichnet mit 1914 | D-1-82-116-93 | weitere Bilder                                                     |
| Neureuthstraße 5 (Standort)      | Wohnteil eines Bauernhauses (sogenannt Beim Löbl)                  | Flachsatteldachbau mit Blockbau-Obergeschoss, umlaufender Balusterlaube und teilverschalter Giebellaube, bezeichnet mit 1762                                     | D-1-82-116-94 | Wohnteil eines Bauernhauses (sogenannt Beim Löbl)                  |
| Hochwiese (Standort)             | Bildstock                                                          | Tuffpfeiler mit Laterne, 2. Hälfte 17. Jahrhundert | D-1-82-116-95 | weitere Bilder                                                     |
| Schlierseer Straße 61 (Standort) | Wohnteil des ehemaligen Bauernhauses (sogenannt Beim Unterzacherl) | Flachsatteldachbau mit Blockbau-Obergeschoss, umlaufender Laube und teilverschalter Giebellaube, Mitte 18. Jahrhundert                                           | D-1-82-116-96 | Wohnteil des ehemaligen Bauernhauses (sogenannt Beim Unterzacherl) |
| Schlierseer Straße 62 (Standort) | Ehemaliges Bauernhaus (sogenannt Beim Schmied)                     | Zweigeschossiger Flachsatteldachbau mit umlaufender Laube und Giebellaube, bezeichnet mit 1749, Laubenbrüstungen und Balkenköpfe am Dach Anfang 19. Jahrhundert  | D-1-82-116-97 | Ehemaliges Bauernhaus (sogenannt Beim Schmied)                     |

### Sankt Quirin
| Lage                                | Objekt                                                | Beschreibung | Akten-Nr.      | Bild                                                  |
| ----------------------------------- | ----------------------------------------------------- | --- | -------------- | ----------------------------------------------------- |
| Kramerweg 11 (Standort)             | Wohn- bzw. Ferienhaus                                 | verputzter, eingeschossiger Flachsatteldachbau mit großen Fensteröffnungen und weit überstehender Terrasse, teils über hoch herausstehendem Sockelgeschoss mit Naturstein, von Gerd Wiegand, 1956/57; auf einer weiten, wenig bepflanzten Rasenfläche. | D-1-82-116-141 | Wohn- bzw. Ferienhaus                                 |
| Nördliche Hauptstraße 26 (Standort) | Ehemaliges Wohnhaus des Reichspresseleiters Max Amann | Und von Mai bis September 1945 Wohnsitz des Militärgouverneurs von Bayern, General George S. Patton, Bauanlage aus zwei zueinander im stumpfen Winkel stehenden Flügeln, jeweils zweigeschossige, verputzte Satteldachbauten, Südflügel durch exponierte Balkone, Erker und Treppenturm mit Zwiebelhaube hervorgehoben, von Otto A. Gielow, 1935/36, Westflügel 1958 erweitert; mit Ausstattung | D-1-82-116-135 | Ehemaliges Wohnhaus des Reichspresseleiters Max Amann |
| Südliche Hauptstraße 1 (Standort)   | Katholische Filialkirche St. Quirin                   | Kleiner spätgotischer Saalbau mit eingezogenem Chor und Dachreiter mit Zwiebellaube, von 1450, ab 1676 barockisiert; mit Ausstattung | D-1-82-116-100 | weitere Bilder                                        |
| Wallbergstraße 4 (Standort)         | Ehemaliges Bauernhaus                                 | Zweigeschossiger Flachsatteldachbau mit verbrettertem Kniestock und Giebellaube, im Kern 18. Jahrhundert, durch Lorenz Hofmann 1899/1900 zum Landhaus ausgebaut | D-1-82-116-125 | Ehemaliges Bauernhaus                                 |

### Weitere Ortsteile
| Lage                                        | Objekt                                                             | Beschreibung | Akten-Nr.      | Bild                                                               |
| ------------------------------------------- | ------------------------------------------------------------------ | --- | -------------- | ------------------------------------------------------------------ |
| Angerlweber Angerlweber 1 (Standort)        | Einfirsthof                                                        | Flachsatteldachbau mit Blockbau-Obergeschoss, umlaufender Laube und Giebellaube, Ende 18. Jahrhundert | D-1-82-116-22  | weitere Bilder                                                     |
| Baumgarten Baumgarten 1 (Standort)          | Wohnteil des Bauernhauses (sogenannt Zisthor)                      | Flachsatteldachbau mit Blockbau-Obergeschoss, umlaufender Laube und teilverschalter Giebellaube, Ende 18. Jahrhundert                                                                                       | D-1-82-116-23  | weitere Bilder                                                     |
| Baumgarten Baumgarten 3 (Standort)          | Einfirsthof (sogenannt Beim Kanzler)                               | Flachsatteldachbau mit verschaltem Blockbau-Obergeschoss, umlaufender Balusterlauben und teilverschalter Giebellaube, 18. Jahrhundert, im Kern älter, Erneuerung der Giebellauben-Bemalung um 1915 und 1934 | D-1-82-116-24  | weitere Bilder                                                     |
| Berg Berg 1 (Standort)                      | Bauernhaus                                                         | Zweigeschossiger Blockbau mit Flachsatteldach, umlaufender Laube und teilverschalter Giebellaube, Kasten 17. Jahrhundert, Dachaufbau und umlaufende Laube 2. Hälfte 19. Jahrhundert                         | D-1-82-116-25  | BW                                                                 |
| Berg Flur Berg (Standort)                   | Bildstock                                                          | Kleines Satteldachhäuschen, wohl 17. Jahrhundert | D-1-82-116-26  | BW                                                                 |
| Buchleiten Buchleiten 5 (Standort)          | Ehemaliges Kleinbauernhaus                                         | Flachsatteldachbau mit Blockbau-Obergeschoss, umlaufender Baluster- und teilverbretterter Giebellaube, 1802, ehemaliger Wirtschaftsteil zu Wohnzwecken modern ausgebaut                                     | D-1-82-116-27  | BW                                                                 |
| Bürstling Bürstling 1 (Standort)            | Inschriftentafel                                                   | Steinerne Erinnerungstafel in Jugendstilformen, 1905; für den Uhrmacher und Erfinder Johann Mannhardt (1798–1878)                                                                                           | D-1-82-116-28  | BW                                                                 |
| Grund Flur Grund (Standort)                 | Hofkapelle                                                         | Kleiner barocker Rechteckbau mit Satteldach, 2. Hälfte 18. Jahrhundert; mit Ausstattung | D-1-82-116-70  | BW                                                                 |
| Grund Flur Grund (Standort)                 | Gedenktafel                                                        | Bildstockartiger Pfahl mit Erinnerungsbild und Inschrift unter hölzernem Wettermantel, 1933; zum Gedenken an die Jägerschlacht im Grund 1833                                                                | D-1-82-116-71  | BW                                                                 |
| Hallmannshof Hallmannshof 1 (Standort)      | Bauernhaus                                                         | Flachsatteldachbau mit Blockbau-Obergeschoss, umlaufender Balusterlaube und teilverschalter Giebellaube, bezeichnet mit 1770                                                                                | D-1-82-116-72  | BW                                                                 |
| Hallmannshof Nähe Hallmannshof (Standort)   | Hofkapelle                                                         | Kleiner neubarocker Satteldachbau, Anfang 20. Jahrhundert | D-1-82-116-123 | BW                                                                 |
| Laffenthal Laffenthal 4 (Standort)          | Einfirsthof (sogenannt Beim Garner)                                | Flachsatteldachbau mit Blockbau-Obergeschoss, umlaufender Balusterlaube und teilverschalter Giebellaube, Mitte 18. Jahrhundert                                                                              | D-1-82-116-78  | Einfirsthof (sogenannt Beim Garner)                                |
| Laffenthal Laffenthal 8 (Standort)          | Ehemaliges Bauernhaus (sogenannt Beim Gaberl)                      | Flachsatteldachbau mit verputztem Blockbau-Obergeschoss, Traufseitlaube und teilverschalter Giebellaube, Ende 18. Jahrhundert, modern verbrettert                                                           | D-1-82-116-79  | Ehemaliges Bauernhaus (sogenannt Beim Gaberl)                      |
| Louisenthal Louisenthal 2 (Standort)        | Ehemaliges Verwaltungsgebäude der Maschinenfabrik Louisenthal      | Dreigeschossiger klassizistischer Satteldachbau mit gerahmten Dreiecksgiebeln, halbkreisförmigem Vorbau und Dachreiter, um 1835                                                                             | D-1-82-116-80  | Ehemaliges Verwaltungsgebäude der Maschinenfabrik Louisenthal      |
| Niemandsbichl Niemandsbichl 2 (Standort)    | Ehemaliges Kleinbauernhaus                                         | Zweigeschossiger verputzter Blockbau mit Flachsatteldach, umlaufender Laube und teilverschalter Giebellaube, bezeichnet mit 1795., 2002/03 ausgebaut und verändert                                          | D-1-82-116-87  | BW                                                                 |
| Niemandsbichl Nähe Niemandsbichl (Standort) | Bildstock                                                          | Barocker Tuffpfeiler mit Laterne und bekrönendem eisernem Papstkreuz, angeblich 1712 | D-1-82-116-88  | Bildstock                                                          |
| Oed Oed 2 (Standort)                        | Einfirsthof (sogenanntes Oberöd)                                   | Flachsatteldachbau mit Blockbau-Obergeschoss, Lauben und südlich vorgezogenem Giebelteil, 17./18. Jahrhundert, Erdgeschoss 1939 massiv ausgemauert                                                          | D-1-82-116-89  | BW                                                                 |
| Oed Flur Oed (Standort)                     | Bildstock                                                          | Tuffpfeiler mit Laternenaufsatz, 2. Hälfte 17. Jahrhundert | D-1-82-116-90  | weitere Bilder                                                     |
| Rainmühle Rainmühle 1 (Standort)            | Ehemalige Rainmühle und Bauernhaus (sogenannt Beim Müller am Rain) | Zweigeschossiger Flachsatteldachbau mit Blockbau-Obergeschoss, Giebellaube und umlaufender, südlich durchgehender Balusterlaube, im Kern 18./Anfang 19. Jahrhundert, um 1900 Ausbau zum Arbeiter-Wohnhaus   | D-1-82-116-98  | Ehemalige Rainmühle und Bauernhaus (sogenannt Beim Müller am Rain) |
| Rennhäusl Rennhäusl 1 (Standort)            | Ehemaliges Kleinbauernhaus                                         | Zweigeschossiger Blockbau mit vorgezogenem westlichen Giebelteil, Laube und verschalter Giebellaube, wohl noch 17. Jahrhundert, Wirtschaftsteil zu Wohnzwecken modern ausgebaut                             | D-1-82-116-99  | BW                                                                 |
| Schmerold Schmerold 2 (Standort)            | Wohnteil des ehemaligen Bauernhauses                               | Flachsatteldachbau mit Blockbau-Obergeschoss mit umlaufender Balusterlaube und verschalter Giebellaube, im Kern 17. Jahrhundert, Lauben Ende 18. Jahrhundert                                                | D-1-82-116-101 | BW                                                                 |
| Schneiderhäusl Schneiderhäusl 2 (Standort)  | Wohnteil eines ehemaligen Kleinbauernhauses                        | zweigeschossiger Flachsatteldachbau mit Kniestock, umlaufender Laube, holzverschaltem Giebel und weitem Dachüberstand, wohl Anfang 19. Jh., geringfügige Umbauten bis ins frühe 20. Jh.                     | D-1-82-116-146 | BW                                                                 |
| Schuß Schuß 1 (Standort)                    | Bauernhaus (sogenannt Oberschuß)                                   | Flachsatteldachbau mit Blockbau-Obergeschoss, umlaufender Balusterlaube und verschalter Giebellaube, bezeichnet mit 1781                                                                                    | D-1-82-116-102 | Bauernhaus (sogenannt Oberschuß)                                   |
| Schwärzenbach Schwärzenbach 1, 2 (Standort) | Kapelle (sogenannte Taubenbergerkapelle)                           | Kleiner Satteldachbau, bezeichnet mit 1830; mit Ausstattung | D-1-82-116-103 | Kapelle (sogenannte Taubenbergerkapelle)                           |
| Schwärzenbach Schwärzenbach 4 (Standort)    | Bauernhaus (sogenannt Beim Fuchsenbauer)                           | Zweigeschossiger Flachsatteldachbau mit umlaufender Baluster- und Giebellaube sowie geschnitzten Fensterbekrönungen und Drachen-Balkenköpfen, im Kern 17. Jahrhundert, Zierrat 1804.                        | D-1-82-116-104 | BW                                                                 |
| Zahlersberg Zahlersberg 2 (Standort)        | Austragshaus                                                       | Kleiner zweigeschossiger Halbwalmdachbau, Anfang 19. Jahrhundert | D-1-82-116-105 | BW                                                                 |
| Waldhof Waldhof 3 (Standort)                | Ehem. Bauernhaus                                                   | ab Anfang 20. Jh. Sommerfrischlerhaus, zweigeschossiger Satteldachbau mit Blockbauobergeschoss, um 1805, Haken nach Süden in den 1930er Jahren errichtet, in 1960er nach Osten erweitert.                   | D-1-82-116-144 | BW                                                                 |

### Almen
| Lage                  | Objekt                     | Beschreibung                                                                                                 | Akten-Nr.      | Bild |
| --------------------- | -------------------------- | --- | -------------- | ---- |
| Berger Alm (Standort) | Alm (sogenannte Bergeralm) | Erdgeschossiger Blockbau mit Flachsatteldach und verbrettertem Giebeldreieck, wohl 1. Hälfte 19. Jahrhundert | D-1-82-116-112 | BW   |

## Ehemalige Baudenkmäler
In diesem Abschnitt sind Objekte aufgeführt, die früher einmal in der Denkmalliste eingetragen waren, jetzt aber nicht mehr. Objekte, die in anderem Zusammenhang – also z. B. als Teil eines Baudenkmals – weiter eingetragen sind, sollen hier nicht aufgeführt werden. Aktennummern in diesem Abschnitt sind ehemalige, jetzt nicht mehr gültige Aktennummern.

| Lage                                          | Objekt                                             | Beschreibung | Akten-Nr.                      | Bild                                               |
| --------------------------------------------- | -------------------------------------------------- | --- | ------------------------------ | -------------------------------------------------- |
| Gmund Bichlmairstraße 19 (Standort)           | Wohnhaus                                           | eingeschossiger Steilsatteldachbau mit weitem Dachüberstand, in zwei Stufen vorkragenden holzverschalten Giebeln, südseitig mit Giebellaube, und polygonalem Flach- und Eckstanderker, in Heimatstilformen, um 1925                                                               | D-1-82-116-148                 | BW                                                 |
| Gmund Mangfallstraße 10 (Standort)            | Haustafel                                          | Aus dem Jahr 1828 | D-1-82-116-8 oder 9 ? Wikidata | weitere Bilder                                     |
| Gmund Schlierseer Straße 18 (Standort)        | Ehemaliger Getreidekasten                          | Blockbau, bezeichnet mit dem Jahr 1752. Aus Schaftlach um 1978 transferiert | D-1-82-116-13 ? Wikidata       | BW                                                 |
| Gmund Wiesseer Straße 18 (Standort)           | Ehemaliges Postgebäude                             | Flaches Satteldach, Basis Rustikablöcke, Halbbogenfenster im Kerkerstil, Fenster mit Ornamentvergitterungen, trutzige Eckpfeiler im Stil mittelalterlicher Burgmauern, tiefe Fensterlaibungen, alpine Variante des Heimatschutzstils, originale Farbfassung erhalten (Sept. 2012) | D-1-82-116-?                   | weitere Bilder                                     |
| Dürnbach Miesbacher Straße 2 (Standort)       | Ehemaliges Bauernhaus                              | Wohnteil zweigeschossiger Blockbau, zum Teil verschalt, 17./18. Jahrhundert | D-1-82-116-31 ? Wikidata       | Ehemaliges Bauernhaus                              |
| Festenbach Lindenweg 3 (Standort)             | Ehemaliges Bauernhaus (sogenannt Beim Eckschuster) | Wohnteil mit Blockbau-Obergeschoss, zweite Hälfte 17. Jahrhundert. Laube und Giebellaube modern erneuert | D-1-82-116-47 ? Wikidata       | Ehemaliges Bauernhaus (sogenannt Beim Eckschuster) |
| Finsterwald Kaltenbrunner Straße 2 (Standort) | Feichtner Hof                                      | Mit zwei Balusterbalkonen, Balkenköpfen in Drachenkopfform und geschnitzter Neurenaissance-Haustür, errichtet im Jahr 1892 | D-1-82-116-58 ? Wikidata       | Feichtner Hof                                      |
| Finsterwald Tölzer Straße 164 (Standort)      | Bauernhaus (sogenannt Beim Lukas)                  | Wohnteil altertümlicher, zweigeschossiger Blockbau. Zweite Hälfte 17. Jahrhundert | D-1-82-116-62 ? Wikidata       | Bauernhaus (sogenannt Beim Lukas)                  |
| Zahlersberg Zahlersberg 1 (Standort)          | Bauernhaus                                         | Stattliche Einfirstanlage, Wohnteil verputzt, am First bezeichnet mit dem Jahr 1789, geschnitzte Haustür und Giebellaube aus der Bauzeit, Laube über der Tür Ende 19. Jahrhundert                                                                                                 | D-1-82-116-?                   | BW                                                 |

## Abgegangene Baudenkmäler
In diesem Abschnitt sind Objekte aufgeführt, die früher einmal in der Denkmalliste eingetragen waren, jetzt aber nicht mehr existieren, z. B. weil sie abgebrochen wurden. Aktennummern in diesem Abschnitt sind ehemalige, jetzt nicht mehr gültige Aktennummern.

| Lage                                       | Objekt                                           | Beschreibung | Akten-Nr.     | Bild |
| ------------------------------------------ | ------------------------------------------------ | --- | ------------- | ---- |
| Festenbach Miesbacher Straße 59 (Standort) | Ehemaliges Bauernhaus (sogenannt Beim Schlosser) | Zweigeschossiger verputzter Blockbau mit Flachsatteldach, Laube und verschalter Hochlaube, 17./18. Jahrhundert, wohl um Mitte 19. Jahrhundert verputzt; abgebrannt | D-1-82-116-50 | BW   |